# Поца (Тренто)
Поца је насеље у Италији у округу Тренто, региону Трентино-Јужни Тирол.
Према процени из 2011. у насељу је живело 198 становника. Насеље се налази на надморској висини од 697 м.